# Ma'anshan
Ma'anshan (in cinese: 马鞍山; in pinyin Mǎ'ānshān) è una città della Cina nella provincia di Anhui.

## Storia
Il nome Ma'anshan in cinese significa Monte della Sella; è legato a un'antica leggenda. Nel 202 a.C. Xiang Yu, re di Chu, sconfitto da Liu Bang, re di Han, si suicidò nei dintorni della attuale città. Il suo cavallo, non trovando più il padrone, salì sulla collina con la speranza di poterlo scorgere. Dopo aver trascorso più giorni, il fedele cavallo morì con un lungo gemito, lasciando cadere a terra la sella.
Fino agli anni 30 del XX secolo Ma'anshan era un piccolissimo villaggio, senza alcun'importanza.
Dopo la scoperta di una ricca miniera e, soprattutto, dopo la apertura di un importante stabilimento che è diventato uno dei maggiori di tutta la Cina, Ma'an shan è divenuta un'importante città industriale.

## Amministrazione
La città-prefettura di Ma'anshan amministra sei divisioni di livello-contea, rappresentate da tre distretti e tre contee:
- Distretto di Yushan
- Distretto di Huashan
- Distretto di Bowang
- Contea di Dangtu
- Contea di He
- Contea di Hanshan

### Gemellaggi
Ma'anshan è gemellata con:
- Hamilton, dal 1987